# Estrella Galicia

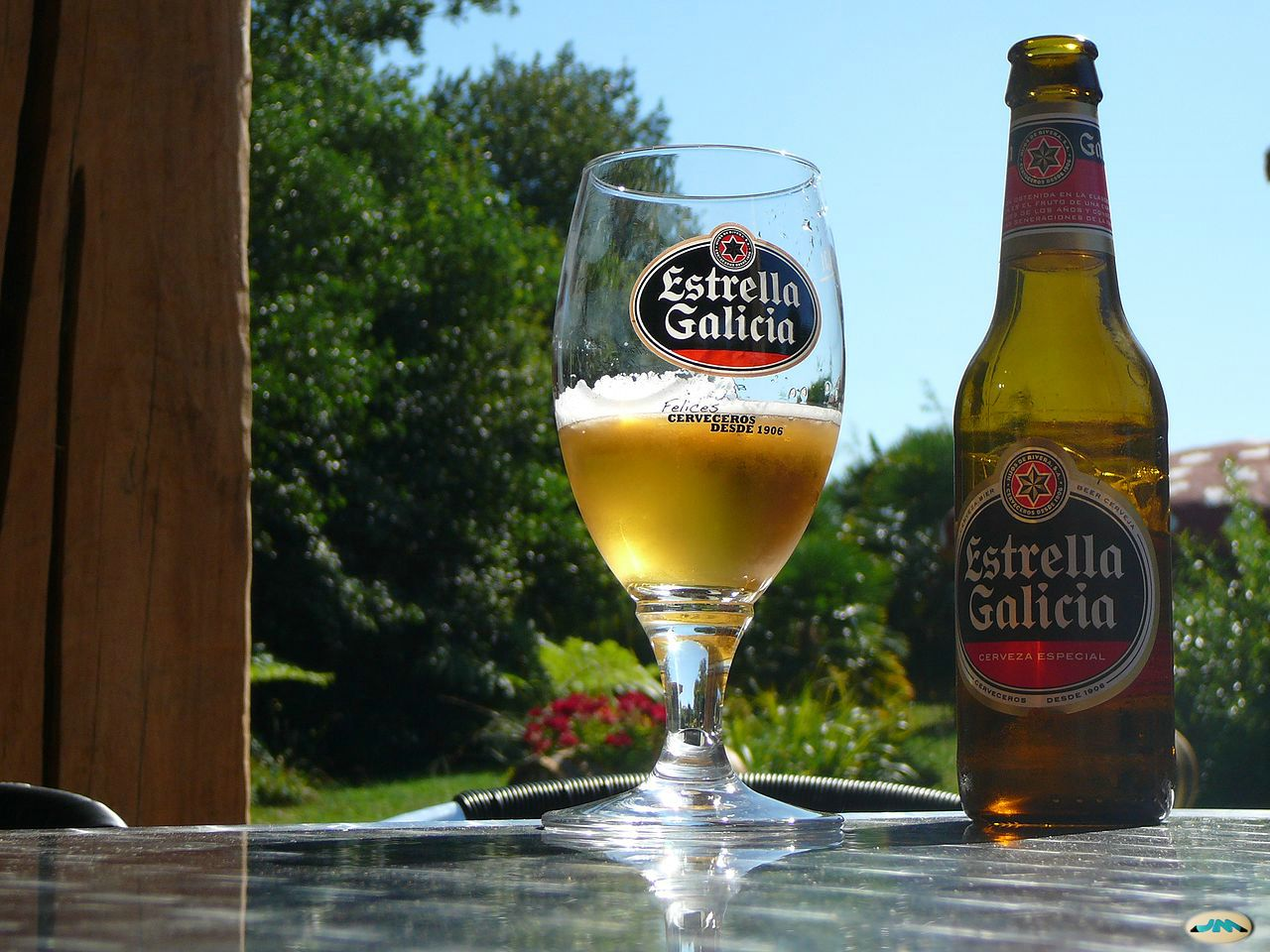

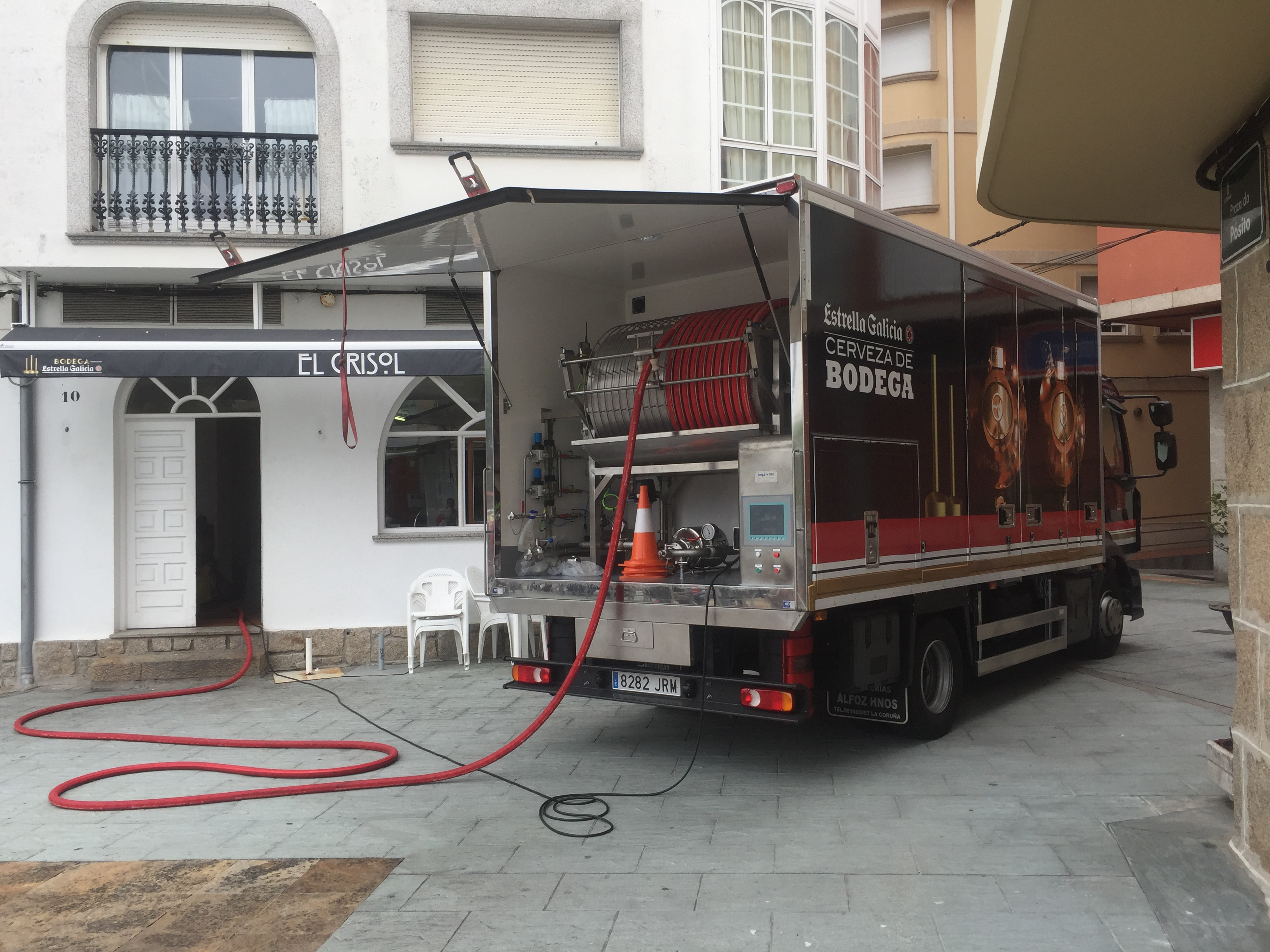
Lieferwagen der Brauerei

Estrella Galicia ist eine Marke für helles Lagerbier, hergestellt von der Brauerei Corporación Hijos de Rivera S.L. in A Coruña, Galicien, Spanien.
Die Brauerei wurde 1906 von José María Rivera Corral gegründet, als er nach Reisen in Kuba und Mexiko nach Galicien zurückkehrte. Die Firma befindet sich zu 100 Prozent in Familienbesitz, mit dem Urenkel und Namensgeber des Gründers, José María Rivera, und seinem Partner Stuart Krenz als Firmenpräsidenten. Die Exportmärkte für das Bier des Unternehmens umfassen Großbritannien, Deutschland, die Schweiz, Paraguay, Portugal, Brasilien, Mexiko, Spanien und die Vereinigten Staaten. Die Jahresproduktion beträgt rund 3,1 Millionen Hektoliter (2018).